# 刘德利
刘德利（1980年1月1日—），中国男子摔跤运动员，中国黑龙江省鸡西市密山市人。身高2.02米，体重124公斤。
刘德利早年因身高过人，曾在密山市体工队练习篮球。后被招进黑龙江省重竞技球类训练中心，在教练的建议下改练古典式摔跤，经过短期的系统训练后，便在2004年初获得首个全国锦标赛冠军。2007年，刘德利在亚洲摔跤锦标赛问鼎。在2009年举行的十一运会中，刘德利也成功卫冕。

## 奖项
- 2005 全运会 - 第一名
- 2007 亚锦赛 - 第一名 120kg 古典式摔跤
- 2009 全运会 - 第一名 120kg 古典式摔跤
- 2010 亚锦赛 - 第二名 古典式摔跤 120 kg